# Replicia inchoalis
Replicia inchoalis är en fjärilsart som beskrevs av Dyar 1914. Replicia inchoalis ingår i släktet Replicia och familjen mott. Inga underarter finns listade i Catalogue of Life.